# 褐唇象法螺
褐唇象法螺（学名：Cymatium testudinarium）为法螺科梭法螺屬下的一个种。
命名者： A. Adams et Reeve, 1850
科属分类：贝类动物，软体动物门，腹足纲，异足目、法螺科

## 分布范围
台湾分布 屏东县恒春半岛半岛，台湾海峡南部.